# Yann Samuell

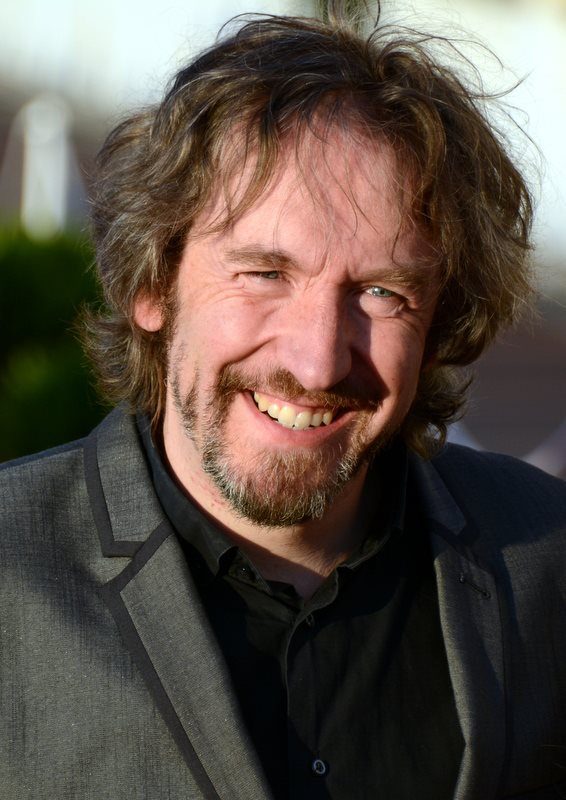
Yann Samuell Cabourg 2013

Yann Samuell nacido como Yann Samuell Lebeaut (Francia, 7 de junio de 1965) es un director de cine y guionista francés.

## Sus inicios
Samuell es hijo de comediantes y ha nacido entre bastidores de teatros y platós de cine. Desde muy joven decide aprovechar su talento para las artes gráficas para pagarse sus estudios de cine para convertirse en director. Como ilustrador ha realizado trabajos como la versión para niños del clásico El hobbit y también varios storyboards para la pantalla grande. A finales de la década de los 80 comienza sus estudios en la escuela de cine en París. Se gana la vida como dibujante hasta llegar a convertirse en director. 

## Ilustrador
Dotado para la ilustración desde la adolescencia, ha utilizado su talento para las artes gráficas con el fin de financiar sus estudios de cine a los cuales se dedicó a penas finalizó el bachillerato. Dado a su corta edad para acceder a la La Fémis, Samuell decidió obtener el diploma superior en la CLCF (Conservatoire Libre du Cinéma Français) donde estudió cine y reafirmó su gusto por las letras en la materia de literatura y filosofía. Durante ese periodo realiza numerosas ilustraciones, portadas de libros, pósteres y logos para diversos editores (Hachette, Denoël, Excelsior publications, etc.). Él será uno de los pocos ilustradores autorizados a representar el universo de Tolkien en la novela "Bilbo, le Hobbit". Algunas exposiciones de pintura cuentan igualmente con él como activo y es autor de muchos storyboards de películas y dibujos animados. En sus años más consagrados como ilustrador, Walt Disney le propone un trabajo en Burbank, California. A pesar de su pasión por el universo del diseño Samuell rechaza esta propuesta para lanzarse a la escritura de su primer largometraje Jeux d'enfants (película de 2003)

## Cortometrajes
Samuell siempre demostró su pasión por el cine y realizó varios cortometrajes antes de escribir su primer largometraje, algunos de los cuales fueron "A propos de la crise" en 1993, "Mano-a-Mano" en 1994, "Cata-clysm" en 1997 y "Teddy" en 1998- los cuales han sido presentados en diversos festivales y difundidos en canales tanto franceses como extranjeros.

## Largometrajes
En el año 2003 Samuell debuta cómo director con Jêux d'enfants (film, 2003)]  comedia romántica en la cual reúne a Guillaume Canet y Marion Cotillard actualmente cónyuges, junto con Gilles Lellouche . Con una estética similar a la que caracterizó a El fabuloso destino de Amelie Poulain (film, 2001) de Jean-Pierre Jeunet, la película de Samuell reunió más de 1 millón de espectadores y con la que habría ganado el premio del jurado joven al mejor lagometraje en el Gijón Film Festival, (2003) y, un año después, en el Palm Film Festival, el de mejor película . El largometraje ha tenido un amplio recorrido internacional y se ha distribuido por numerosos países de Asia y Estados Unidos.
Este triunfo le abrió las puertas a Hollywood y le permitió grabar su segunda película: la comedia romántica My Sassy Girl (película de 2008). . Más tarde regresará a Francia con L'Âge de raison (film, 2010)
Samuell fue el guionista y director de la adaptación de la popular novela de Louis Pergaud War of buttons (2011). Esta adaptación está ambientada en la década de 1960, con la Guerra de Argelia como telón de fondo. Fue producida por Marc du Pontavice. Y protagonizada por los actores Éric Elmosnino, Fred Testot, Mathilde Seigner et Alain Chabat.
Una adaptación alternativa de la novela de Pergaud fue dirigida por Christophe Barratier como La Nouvelle guerre des boutons (2011), ambientada durante la Segunda Guerra Mundial en la Ocupación de nazi-alemana de Francia. Ambas películas fueron publicadas en Francia durante la misma semana en septiembre de 2011. 
 La película de Barratier fue distribuida en Estados Unidos cómo The War of the Buttons(2012).
Samuell también dirigió la adaptación de la película sobre la novela de los Chicos góticos The Great Ghost Rescue (1975) de Eva Ibbotson. Esta fue publicada en 2011.
El 6 de abril de 2016 se estrenó su última película Le Fantôme de Canterville (film, 2016) en Francia de la cual es guionista y director.

### Vida privada
Yann Samuell está casado con la comediante Emmanuelle Grönvold, con quien tiene 5 hijos. 
Como hobbie se dedica a cantar Gospel. Es una persona fuertemente comprometido con causas humanitarias y ecológicas el no duda en cumplir primero sus compromisos morales y éticos antes que los profesionales.

## Filmografía
| Año  | Título                                           | Créditos | Créditos  | Notas |
| Año  | Título                                           | Director | Guionista | Notas |
| ---- | ------------------------------------------------ | -------- | --------- | --- |
| 1986 | Aube                                             | Sí       |           | Cortometraje |
| 1994 | Mano a mano                                      | Sí       |           | Cortometraje |
| 1997 | Cata-clysm                                       | Sí       |           | Cortometraje |
| 1998 | Teddy                                            | Sí       |           | Cortometraje |
| 2003 | Jeux d'enfants                                   | Sí       | Sí        | Newport Beach Film Festival - Galardonado como Mejor drama Palm Springs International Film Festival - Premiada por John Schlesinger |
| 2008 | My Sassy Girl (película de 2008)                 | Sí       |           | Largometraje |
| 2010 | With Love... from the Age of Reason (film, 2010) | Sí       | Sí        | Largometraje |
| 2011 | War of the Buttons                               | Sí       | Sí        | Largometraje |
| 2011 | The Great Ghost Rescue                           | Sí       | Sí        | Largometraje |
| 2016 | The Canterville Ghost                            | Sí       | Sí        | Largometraje |